# Орляк
Орля́к (лат. Pteridium) — род травянистых папоротниковидных растений семейства Деннштедтиевые (Dennstaedtiaceae).
Наиболее известный и распространённый вид — Орляк обыкновенный (Pteridium aquilinum).
В пищу сырым человеку непригоден из-за обилия тиаминазы.

## Биологическое описание
Представители рода — наземные травянистые папоротники, нередко образующие колонии. Корневище находится довольно глубоко под землёй, сильно ползучее, густо покрытое волосками.
Вайи расположены на корневище очерёдно, довольно редко; дважды- или четырежды-перистые, с голым черешком. Сорусы, расположенные по краю вай, покрыты внешним ложным индузием и внутренним настоящим индузием, между которыми находятся спорангии. Споры коричневые, угловато-шаровидные, мелкошиповатые.
Число хромосом x = 26.

## Таксономия

### Синонимы
- Aquilina C.Presl ex Ettingsh., 1865
- Cincinalis Gled., 1764
- Eupteris Newman, 1845
- Filix Ludw., 1757, nom. illeg.
- Filix-foemina Hill, 1755
- Nymphopteris Webb & Berth., 1849
- Ornithopteris (J.Agardh) J.Sm., 1875, nom. illeg.

### Виды
Некоторые источники считают род монотипным с единственным полиморфным видом.
Pteridium aquilinum (L.) Kuhn, 1879 typus — Орляк обыкновенный
Другие источники дополнительно выделяют ещё около десятка видов, например:
- Pteridium arachnoideum (Kaulf.) Maxon, 1924
- Pteridium brownseyi Fraser-Jenk., 1997
- Pteridium capense (Thunb.) Krasser, 1900
- Pteridium caudatum (L.) Maxon, 1901
- Pteridium centrali-africanum (Hieron. ex R.E.Fr.) Alston, 1958
- Pteridium esculentum (G.Forst.) Nakai, 1925Pteridium esculentum

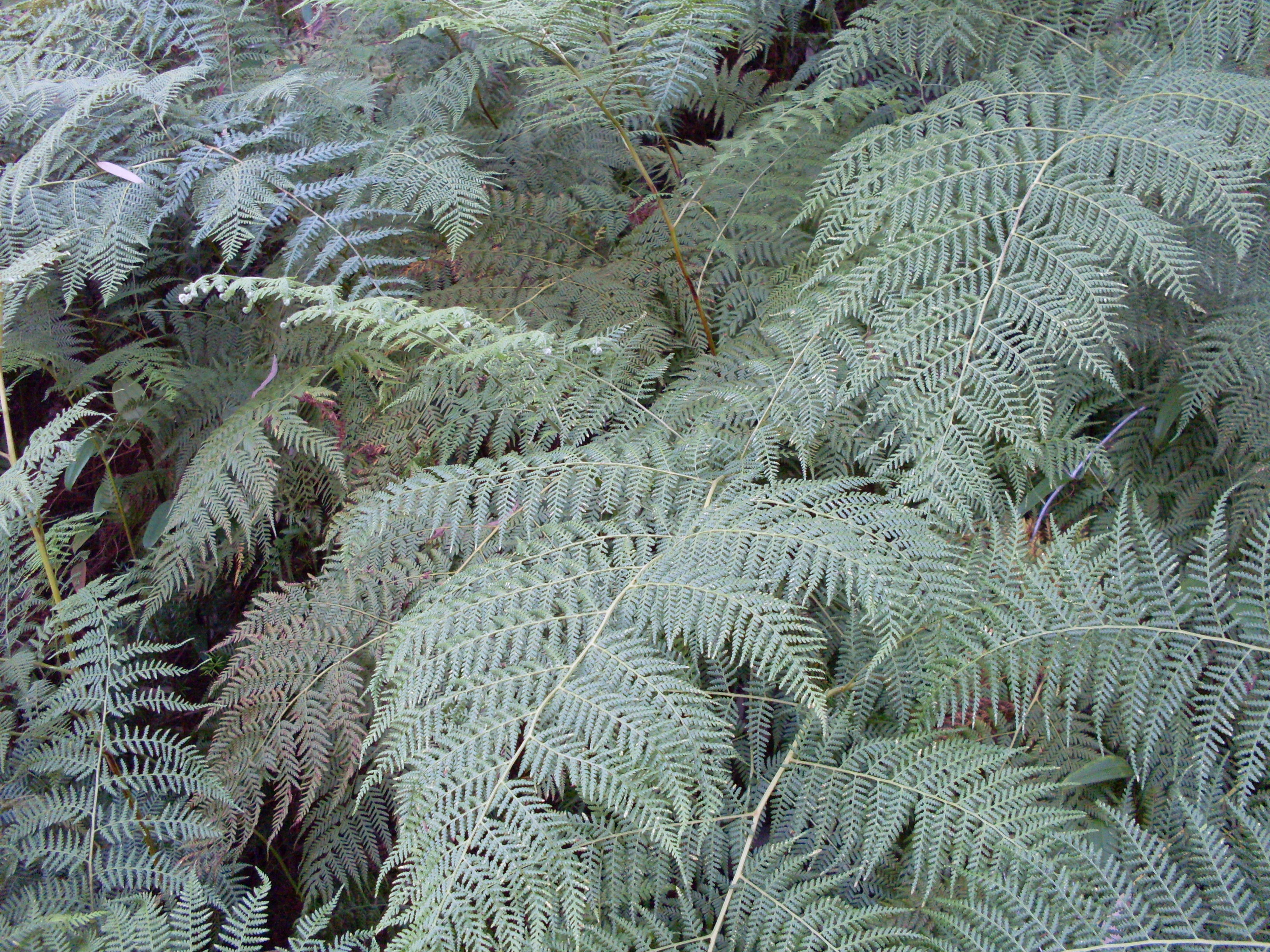
Pteridium esculentum

- Pteridium feei (W.Schaffn. ex Fée) Faull, 1938
- Pteridium falcatum Ching ex S.H.Wu, 1986
- Pteridium latiusculum (Desv.) Hieron. ex R.E.Fr., 1914
- Pteridium psittacinum (C.Presl) Maxon, 1933
- Pteridium revolutum (Blume) Nakai, 1925
- Pteridium tauricum V.I.Krecz. ex Grossh., 1939 — Орляк крымский
- Pteridium yunnanense Ching & S.H.Wu, 1986